# Ginger Snaps
Ginger Snaps (bra: Possuída; prt: Tentadora Maldição) é um filme de terror canadense sobre lobisomens dirigido por John Fawcett. O filme centra-se em Ginger e Brigitte Fitzgerald (Katharine Isabelle e Emily Perkins), duas irmãs adolescentes mórbidas cujo relacionamento é testado quando Ginger se transforma em um licantropo (lobisomem) depois que ela começa a menstruar. Apesar das modestas receitas de bilheteria, o filme foi um sucesso de crítica. Desde então, acumulou um culto de seguidores e foi reexaminado por seus temas feministas.
Teve uma sequela e uma prequência em 2004, respectivamente: Ginger Snaps 2: Unleashed e Ginger Snaps Back.

## Elenco
- Emily Perkins... Brigitte Fitzgerald
- Katharine Isabelle... Ginger Fitzgerald
- Kris Lemche... Sam
- Mimi Rogers... Pamela Fitzgerald
- Jesse Moss... Jason McCardy
- Danielle Hampton... Trina Sinclair
- John Bourgeois... Henry Fitzgerald
- Peter Keleghan... Sr. Wayne
- Christopher Redman... Ben
- Jimmy MacInnis... Tim
- Lindsay Leese... enfermeira Ferry
- Wendii Fulford... Sra. Sykes

## Recepção
No consenso do agregador de críticas Rotten Tomatoes diz: "O forte elenco feminino e a sátira mordaz da vida adolescente tornam Ginger Snaps muito mais memorável do que um filme de lobisomem comum – ou filme adolescente." Na pontuação onde a equipe do site categoriza as opiniões da  grande mídia e da mídia independente apenas como positivas ou negativas, o filme tem um índice de aprovação de 90% calculado com base em 58 comentários dos críticos. Por comparação, com as mesmas opiniões sendo calculadas usando uma média aritmética ponderada, a nota alcançada é 7,4/10.